# هدون آن د وال
هدون آن د وال (به انگلیسی: Heddon-on-the-Wall) یک روستا و محله مدنی در بریتانیا است که در نورث‌آمبرلند واقع شده‌است. هدون آن د وال ۱٬۵۶۳ نفر جمعیت دارد.